# Наїм Малоку
Наїм Малоку (алб. Naim Maloku; нар. 17 лютого 1958, Labljan, Печ) — косовський політик, колишній офіцер Армії визволення Косова (АВК). Він є членом Асамблеї Косова від партії Альянс за майбутнє Косова. На президентських виборах 2008 року, він був запропонований його партією як кандидат на посаду президента Республіки Косово, згодом підтриманий деякими іншими невеликими партіями. Він отримав 37 з 81 необхідних голосів у першому турі виборів, у той час як його опонент, Фатмір Сейдіу, отримав 62 голосів. Малоку остаточно програв Сейдіу, який отримав 68 голосів у третьому турі.
Він закінчив Військово-технічну академію у Загребі (Хорватія) в званні лейтенанта та інженера хімії у 1981 році. Малоку був офіцером у югославській армії у Словенії. У 1985 році, як старший офіцер, він був засуджений Військовим судом Сараєво до 4,5 років позбавлення волі за політичними мотивами. Після звільнення у 1988 році він покинув армію і очолив Інститут хімічного машинобудування в Словенії, відігравав активну роль в албанській діаспорі. Володіє словенським і хорватським мовами.